# Alatas
Alatas (grekiska: Αλατάς) är en ö i Grekland. Den ligger i Pagaseiska viken i regionen Thessalien, i den centrala delen av landet, 140 km norr om huvudstaden Aten. Arean är 0,76 kvadratkilometer.